# Isole Plavnikovye
Le isole Plavnikovye (in russo Острова Плавниковые, ostrova Plavnikovye) sono un gruppo di isole russe che fanno parte dell'arcipelago degli isolotti di Minin e sono bagnate dal mare di Kara.
Amministrativamente fanno parte del distretto di Tajmyr del Territorio di Krasnojarsk, nel Circondario federale della Siberia.

## Geografia
Le isole sono situate nella parte centro-meridionale del mare di Kara, lungo la costa occidentale della penisola del Tajmyr, a sud della penisola di Minin. La maggior parte si trova nel o al largo del golfo di Minin (залив Минина, zaliv Minina), ma si estendono anche più a sud, fino al golfo della Pjasina (залив Пясинский, zaliv Pjasinskij).
Si tratta di oltre 40 isole che, nella parte meridionale del golfo di Minin, sono separate dalla terraferma dallo stretto di Sterlegov (пролив Стерлегова, proliv Sterlegova), Alcune isole si trovano a meno di 10 km dalle coste continentali. Le due isole maggiori sono Pescovyj e Kruglyj, affiancate e separate dallo stretto Glubokyj (пролив Глубокий, proliv Glubokij). Sull'isola Kruglyj si raggiunge l'altezza massima di 75 m s.l.m. sul monte Kruglaja (гора Круглая)

Il territorio è pianeggiante, leggermente collinare, coperto da vegetazione tipica della tundra. Sulle isole principali sono presenti piccoli fiumi, molti dei quali stagionali, e laghi.

Fanno parte della Riserva naturale del Grande Artico.
In particolare, le isole sono:
- Isola Pescovyj (Остров Песцовый, in italiano "isola delle volpi artiche),[3] è l'isola con la superficie maggiore del gruppo (134,6 km²) e ha uno sviluppo costiero di 69,5 km.[4] Le coste sono irregolari, con molte insenature; tra esse, la maggiore è la baia Leming (бухта Леминга) a ovest. Sono presenti parecchi piccoli fiumi (per la maggior parte stagionali) e 6 piccoli laghi costieri. Ha un'altezza massima di 59 m s.l.m. 74°32′21″N 85°53′56.5″E
  - Isola Drovjanoj (Остров Дровяной) 74°27′29.48″N 85°51′59.5″E e isola Golyj (Остров Голый) 74°27′50.68″N 86°00′16.38″E, sono due piccole isole lungo la costa meridionale di Pescovyj.
- Isola Utinyj (Остров Утиный, "isola delle anatre"),[5] è un'isola rocciosa a nord-est di Pescovyj e a est dei capi Opasnyj e Medus, di forma ovale e con un'elevazione massima di 45 m s.l.m. Nel sud sono presenti 2 fiumi stagionali. 74°35′59.71″N 86°06′47.23″E
- Isola Kruglyj (Остров Круглый, "isola rotonda"),[6] si trova a ovest di Pescovyj; è la seconda isola per area (130,2 km²), ha uno sviluppo costiero di 47,1 km,[7] ed è quella con l'elevazione massima (75 m). Ha una forma circolare irregolare. Anche su Kruglyj le coste sono irregolari: le baie più importanti sono quella di Utes (бухта Утеса) a sud-ovest e Past' (бухта Пасть) a est. Sono presenti molti fiumi stagionali e 3 laghi costieri. 74°31′23.5″N 85°22′27.5″E
  - Isola Obmančivyj (Остров Обманчивый) 74°34′48″N 85°27′50.32″E, isola Sobačij (Остров Собачий) 74°31′05.41″N 85°08′24.82″E e isola Krugljašok (Остров Кругляшок) 74°29′38.9″N 85°09′26.6″E sono piccole isole adiacenti a Kruglyj, rispettivamente, a nord la prima e a ovest le altre due. Le isole Kruglye (Острова Круглые) 74°26′39.87″N 85°13′01.67″E, sono invece 2 piccole isole, senza nome singolo, che si trovano a sud-ovest di Kruglyj.
- Isola Granitnyj (Остров Гранитный, "isola di granito"),[8] è un'isola rocciosa che si trova tra Pescovyj e Kruglyj, a nord-ovest della prima e a nord-est della seconda. L'altezza massima è di 36 m s.l.m. (monte Granitnaja). 74°33′53.78″N 85°40′50.99″E
- Isola di Podkov (Остров Подкова), è la terza per grandezza e si trova a ovest di Kruglyj, separata da essa dallo stretto di Elenevskij (пролив Еленевского, proliv Elenevkogo). Ha una forma a C con la profonda baia di Podkov che si apre a est. L'altezza massima è di 47 m s.l.m. (monte Podkov). Ci sono alcuni fiumi stagionali e 5 laghi. 74°27′28.22″N 84°38′26.45″E
  - Isola di Baranov (Остров Баранова) 74°26′44.09″N 84°18′49.86″E, isola Kuropatočnyj (Остров Куропаточный) 74°24′06.12″N 84°19′12.11″E e isola Nosatyj (Остров Носатый) 74°27′27.83″N 84°57′45.83″E sono adiacenti all'isola di Podkov; rispettivamente, si trovano a ovest, sud-ovest e a est.
- Isola Severnyj-Plavnikovyj (Остров Северный-Плавниковый), è una isola allungata che si trova a nord-ovest di Kruglyj. L'altezza massima è di 31 m s.l.m. Sono presenti alcuni fiumi stagionali nella parte sud e 2 laghi nella parte nord. 74°33′59.15″N 84°54′28.58″E
  - Isole Gusinye (Острова Гусиные, "isole delle oche"),[9] sono un gruppetto di 3 piccole isole (tutte senza nome) che si trovano tra Kruglyj a est e Severnyj-Plavnikovyj a ovest. L'altezza massima è di 18 m s.l.m. sull'isola più a nord. 74°32′09.09″N 85°01′05.19″E
- Isola Bardroper (Остров Бардропер), è la più occidentale e settentrionale del gruppo, a nord-ovest di Podkov e di Severnyj-Plavnikovyj. Ha un'elevazione massima di 20 m s.l.m. 74°39′04.21″N 85°14′34.94″E
- Isola di Kosterin (Остров Костерина), è un'isola di forma allungata a sud di Kruglyj e separata da essa dallo stretto Zabytyj. Raggiunge un'elevazione massima di 53 m s.l.m. nella parte centrale. Sono presenti alcuni fiumi stagionali e 2 laghi, uno lungo la costa centro-meridionale e l'altro a nord-est. 74°25′12.5″N 85°24′12.24″E
- Isole di Gol'cman (Острова Гольцмана), sono un gruppo di 7 isole a sud dell'isola di Kosterin. L'altezza massima è di 31 m s.l.m. sull'isola Južnyj Zarzar. Oltre a Južnyj Zarzar (о. Южный Зарзар), le isole sono: Severnyj Zarzar (о. Северный Зарзар), Zapadnyj Gol'cman (о. Западный Гольцман), Bol'šoj Gol'cman (о. Большой Гольцман), Vostočnyj Gol'cman (о. Восточный Гольцман) e le 2 isole di Gol'cman Severnye (о-ва Гольцмана Северные). 74°19′53″N 85°06′02″E
- Isole Malye Plavnikovye (Острова Малые Плавниковые), sono 2 piccole isole (senza nome singolo) a est delle isole di Gol'cman, tra queste e la penisola Rybnyj sulla terraferma. L'elevazione massima è di 7 m s.l.m. sull'isola orientale. 74°20′50.46″N 85°41′38.61″E
- Isole Rybnye (Острова Рыбные, "isola dei pesci"),[10] sono 3 isolette (senza nome singolo) a est-sud-est delle isole di Gol'cman. L'altezza massima è di 6 m s.l.m. sull'isola orientale. 74°17′05.78″N 85°33′55.62″E